# Emilia Almodóvar
Emilia Almodóvar Sánchez (Plasencia, Cáceres, 20 de febrero de 1981) es una trabajadora social y política española, miembro del Partido Socialista Obrero Español (PSOE). Desde diciembre de 2023, es diputada por Cáceres en el Congreso de los Diputados, tras la designación de Begoña García Bernal como secretaria de Estado de Agricultura y Alimentación.

## Formación académica y trayectoria profesional
Es diplomada en Trabajo Social por la Universidad Pablo de Olavide de Sevilla (2003-2005). Además, posee un ciclo formativo de grado superior en Integración social y dos titulaciones técnicas universitarias: Mediación Familiar, Civil y Mercantil, y Prevención de Riesgos Laborales. En su carrera profesional, ha trabajado como personal en el centro sociosanitario de Plasencia y como trabajadora social en el Equipo de Valoración de la Dependencia de la zona socio-sanitaria de Montijo.

## Carrera política
Afiliada al PSOE desde 1999, ha desarrollado su actividad política en la agrupación del partido en Plasencia. En las elecciones generales de julio de 2023, figuró en el puesto número 3 de la lista del PSOE por Cáceres. Tras la designación de Begoña García Bernal como secretaria de Estado, ocupó el escaño vacante en el Congreso de los Diputados.